# Trioceros jacksonii
Il camaleonte di Jackson  o camaleonte cornuto (Trioceros jacksonii (Boulenger, 1896)) è un grosso sauro appartenente alla famiglia Chamaeleonidae, diffuso in Africa orientale.

## Descrizione
Il maschio si riconosce agevolmente per la presenza di tre caratteristici corni sulla testa, mentre la femmina ne ha uno più piccolo davanti agli occhi.

Misura circa 30 cm di lunghezza ed ha una colorazione verde bottiglia.

Gli occhi sono indipendenti tra loro: può guardare in alto e in basso nello stesso momento. La lingua è più lunga del corpo e si può estendere completamente in cinque centesimi di secondo e ritrarsi in venti.

## Biologia
La principale arma di difesa del camaleonte di Jackson è il mimetismo: al di sotto di un primo strato di pelle trasparente vi sono cellule contenenti pigmenti rossi, gialli e di altri colori ricchi di melanina, in uno strato ancora inferiore ci sono delle cellule che riflettono luce blu o bianca; il camaleonte cambia colore ingrossando o rimpicciolendo uno di questi due strati.

### Alimentazione
Come ogni membro della famiglia Chamaeleonidae anche quello di Jackson si muove molto lentamente tra i rami degli alberi alla ricerca di piccoli insetti o attendendo mimetizzato che essi si avvicinino. Una volta individuata una preda adatta la mette a fuoco con entrambi gli occhi, allunga velocemente la lingua e la intrappola sulla punta con una sostanza appiccicosa, infine la divora

### Riproduzione
Durante la riproduzione il maschio non si accoppia con la femmina finché essa non riuscirà a ottenere il giusto colore di pelle. La femmina fecondata tiene poi le uova (che non sono coriacee al contrario di quelle della maggior parte dei rettili) dentro di sé fino al completo sviluppo degli embrioni. A questo punto il piccolo viene espulso e attaccato a un ramo per mezzo di una sostanza appiccicosa: le uova si schiudono immediatamente, il neonato è lungo 5 cm e ha piccole corna; dopo poche ore di vita dalla nascita è già in grado di catturare piccoli insetti.

## Distribuzione e habitat
Questa specie di camaleonte vive in alcune regioni montuose dell'Africa orientale (Kenya e Tanzania), sino ai 3.000 m di altitudine.

## Tassonomia
Sono state descritte le seguenti sottospecie:
- Trioceros jacksonii jacksonii (Boulenger 1896)
- Trioceros jacksonii merumontanus (Rand 1958)
- Trioceros jacksonii xantholophus (Eason, Ferguson & Hebrard 1988)